# تبریان (شیروان)
تبریان روستایی در دهستان گلیان بخش مرکزی شهرستان شیروان استان خراسان شمالی ایران است.

## جمعیت
بر پایه سرشماری عمومی نفوس و مسکن در سال ۱۳۹۵ جمعیت این مکان ۱۵۴ نفر (۴۹خانوار) بوده‌است.